# Torino Esposizioni
El Torino Esposizioni és un complex situat a la ciutat de Torí (Itàlia) destinat a la realització de fires d'exposició i que fou dissenyat per l'arquietecte Pier Luigi Nervi l'any 1949.
Durant la realització dels Jocs Olímpics d'Hivern de 2006 celebrats a Torí s'adaptà per esdevenir la seu de la competició d'hoquei sobre gel, juntament amb el Torino Palasport Olimpico. Amb les reformes realitzades assolí una capacitat de 4.320 espectadors.